# Roßleben
Roßleben é uma vila e antigo município da Alemanha localizada no distrito de Kyffhäuserkreis, estado da Turíngia. É uma cidade principalmente conhecida pela Klosterschule, uma escola interna que já fez parcerias com o PASCH, segmento cultural do Governo Alemão, altamente relacionado com o Goethe Institut. Desde 1 de janeiro de 2019, forma parte do município de Roßleben-Wiehe.

## Demografia
Evolução da população (em 31 de dezembro):
| - 1994 – 5157 - 1995 – 5090 - 1996 – 5063 - 1997 – 4960 | - 1998 – 4848 - 1999 – 6794 - 2000 – 6735 - 2001 – 6545 | - 2002 – 6403 - 2003 – 6310 - 2004 – 6192 - 2005 – 6046 |

De 1999 a 2005 com Ortsteilen
Fonte: Datenquelle - Thüringer Landesamt für Statistik